# Geely Geometry
Geely Geometry (кит. 吉利几何; пиньинь Jílì jǐhé) — подразделение китайской компании Geely, а также одноимённая серия электромобилей данной торговой марки, основанная в апреле 2019 года. Базируется на выпуске аккумуляторных электромобилей.

## Модельный ряд

### Текущий
- Geometry A/A Pro/G6 — электромобиль на базе Geely Emgrand GL[3].
- Geometry C/M6 — электромобиль на базе Geely Emgrand GS[4].
- Geometry E — субкомпактный электромобиль-кроссовер.
- Geometry Panda/M2 — городской электромобиль.

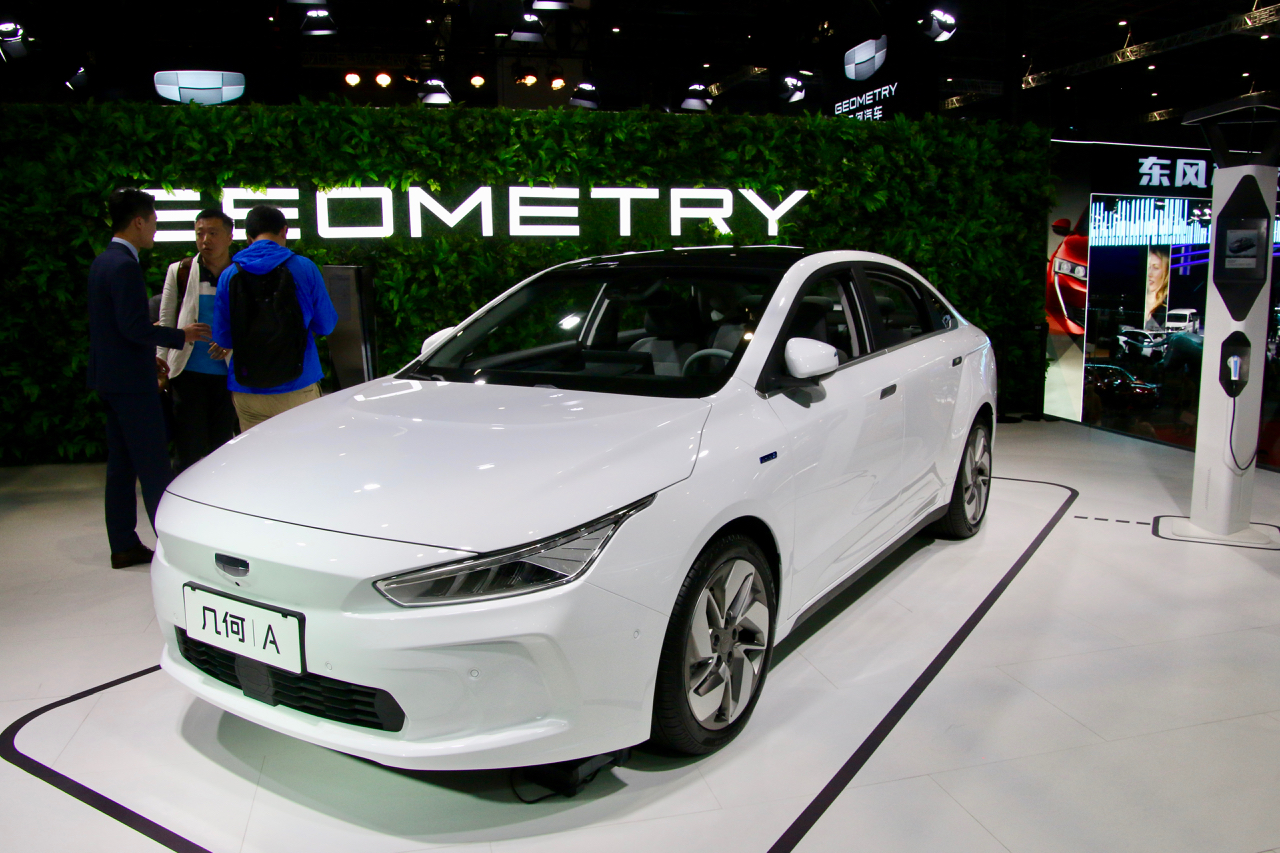
Geometry A
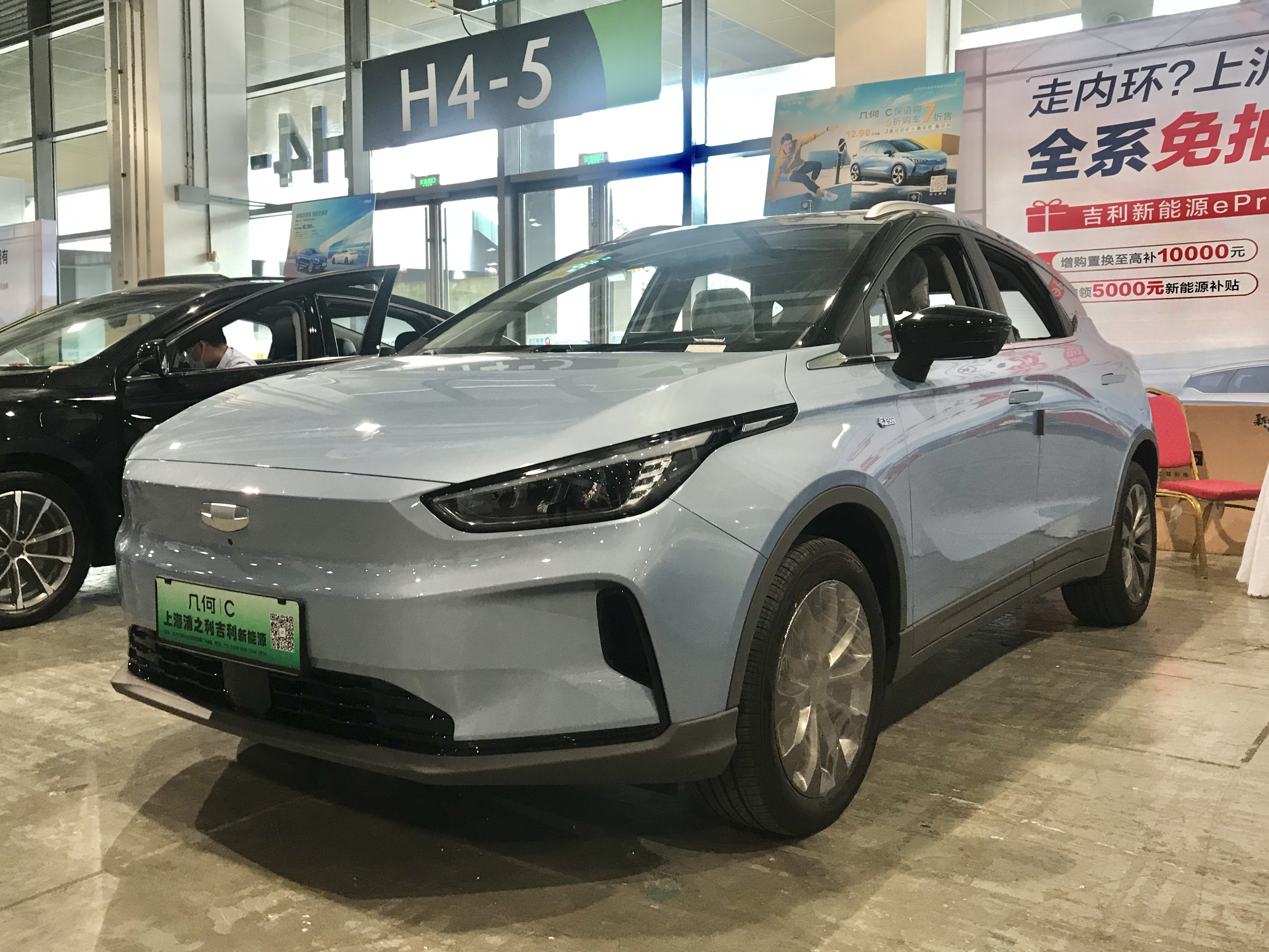
Geometry C
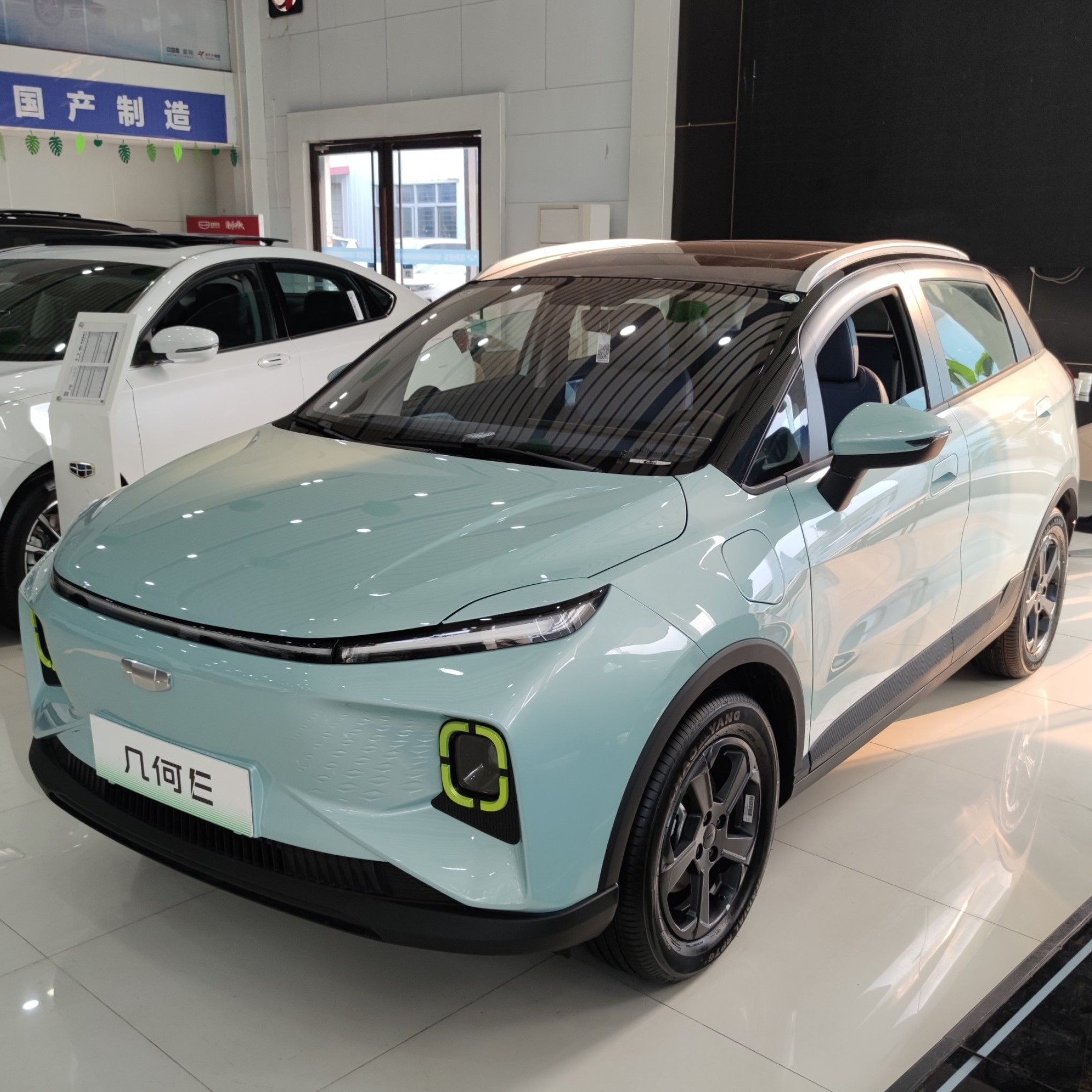
Geometry E
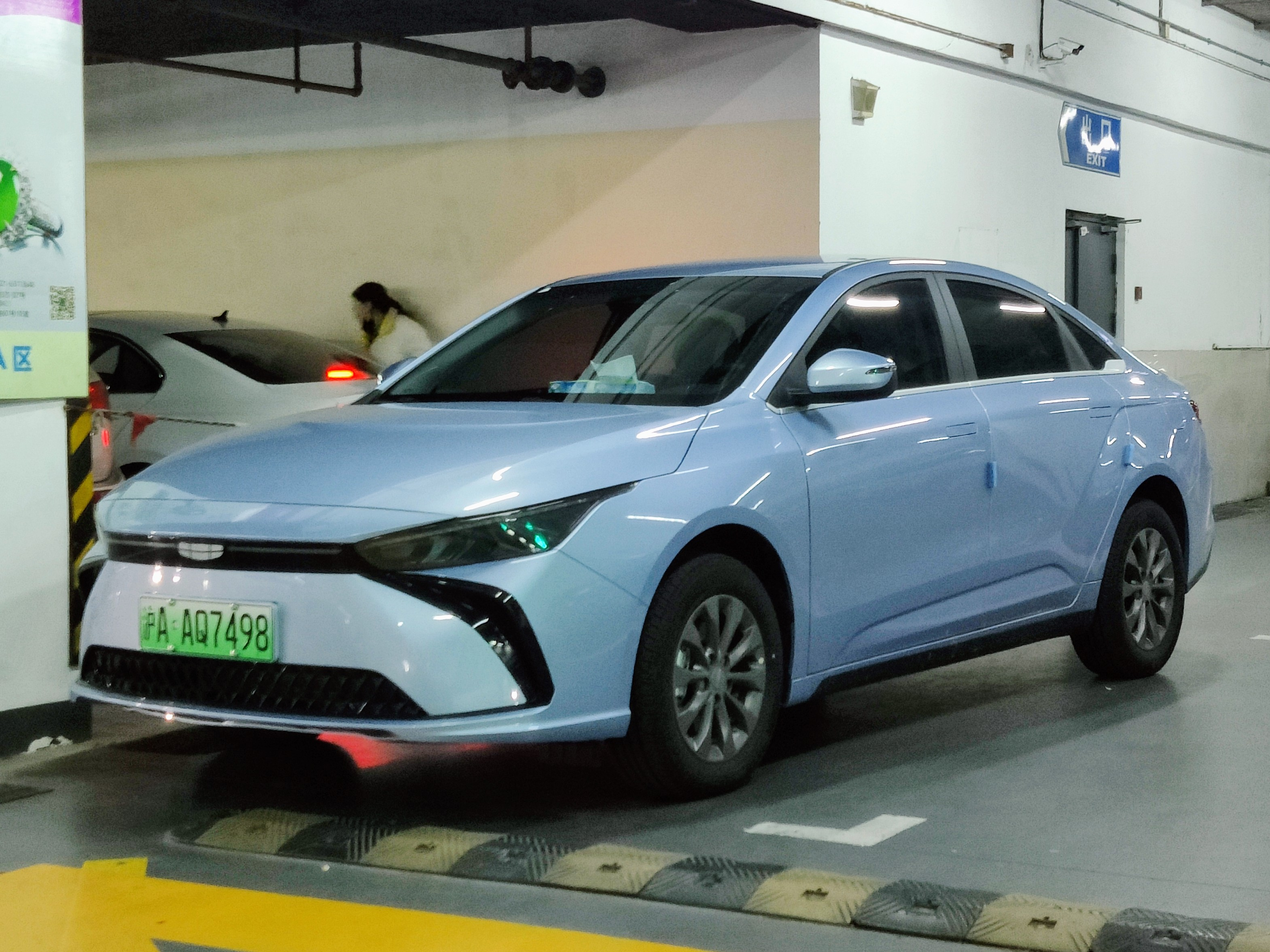
Geometry G6
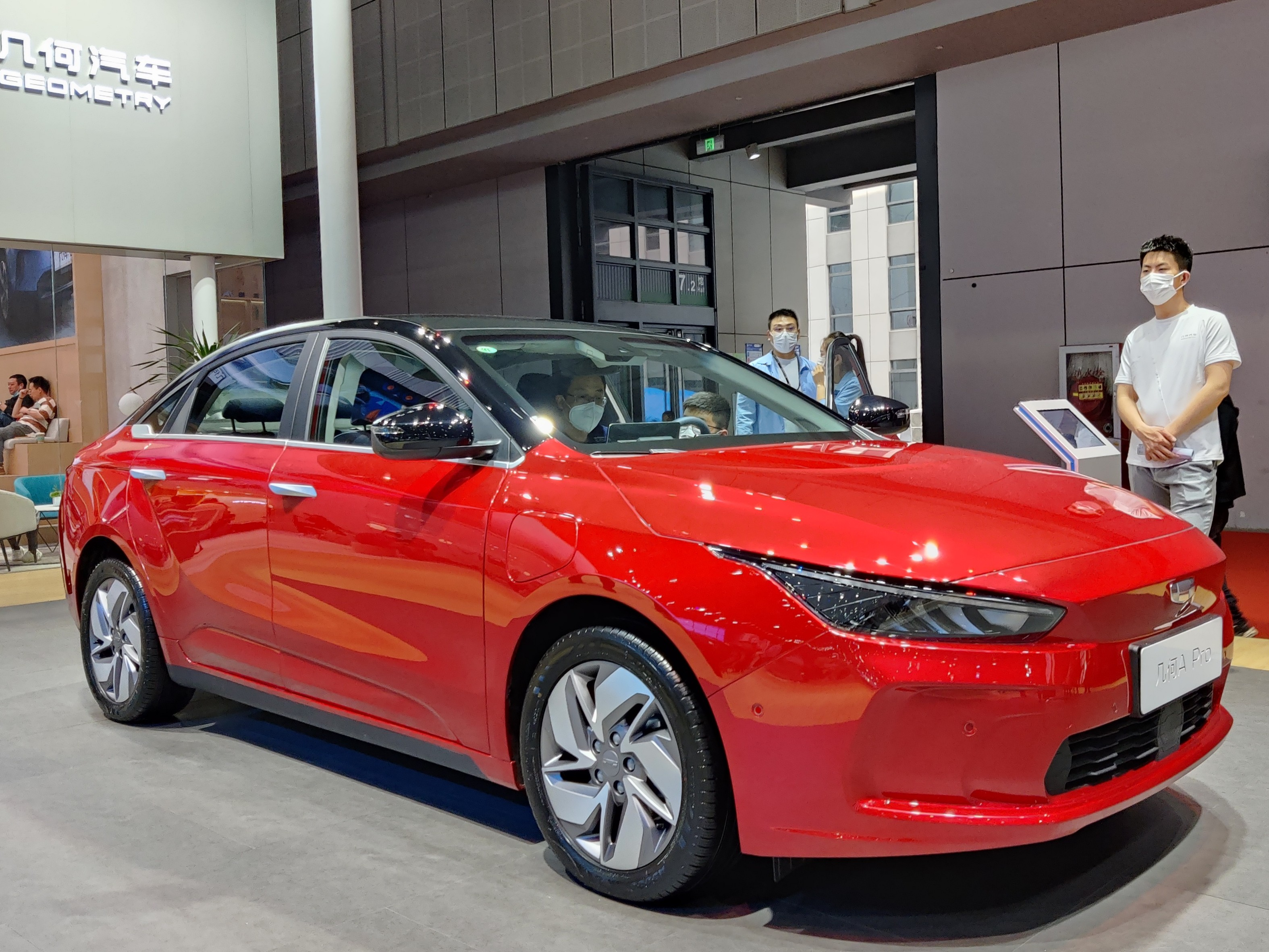
Geometry A Pro
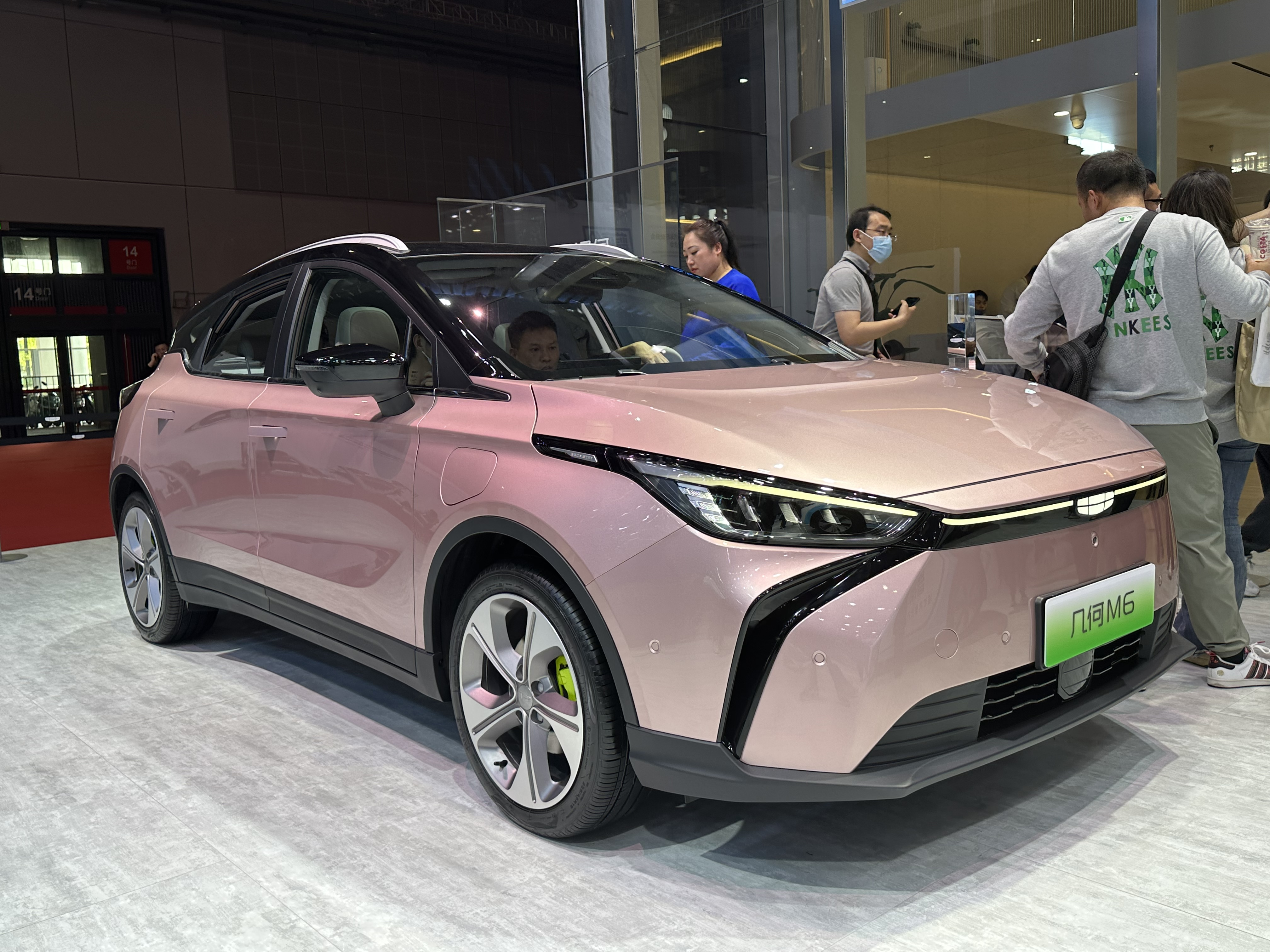
Geometry M6
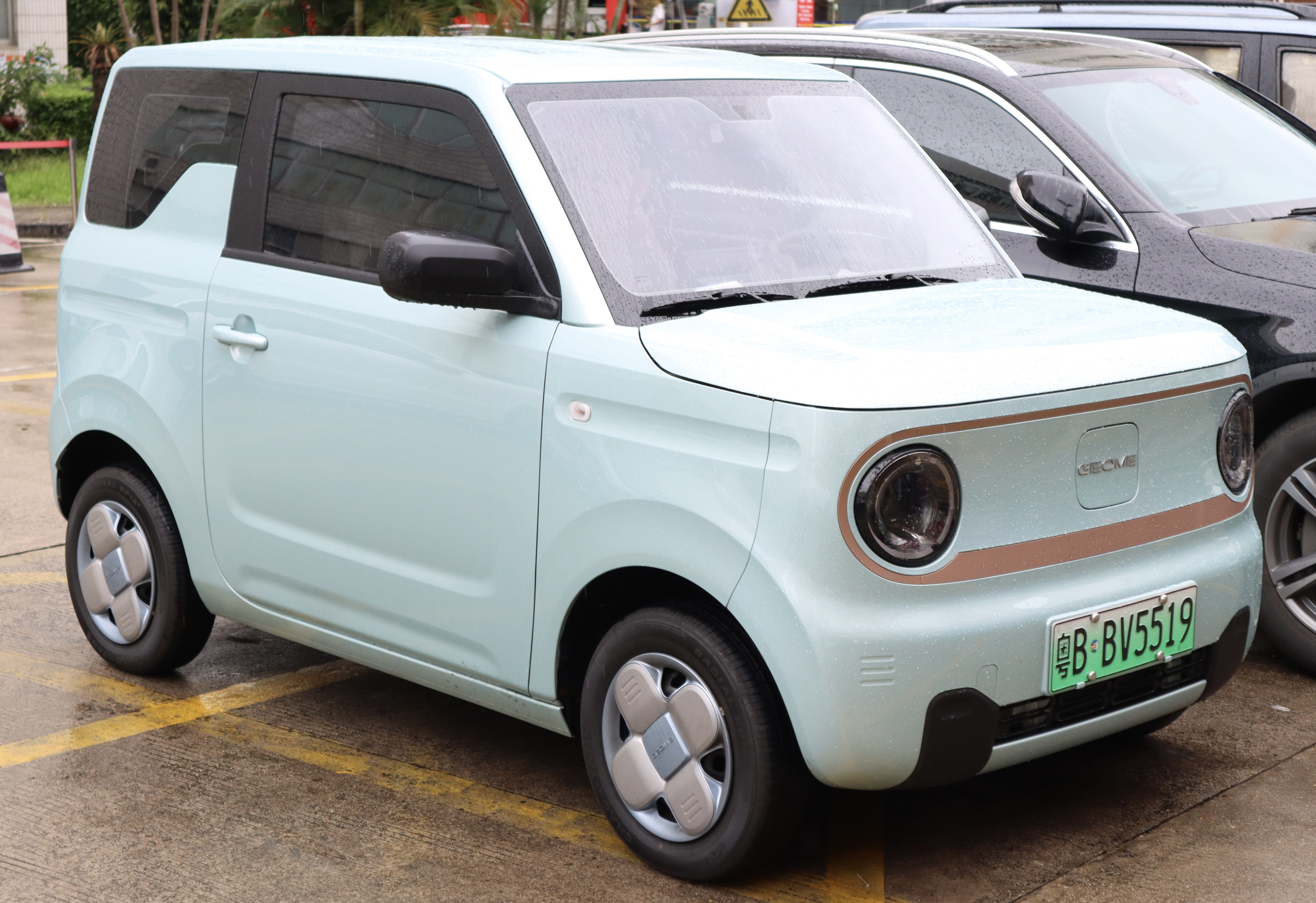
Geometry Panda

### Исторический
- Geometry EX3 — субкомпактный электромобиль-кроссовер на базе Geely Yuanjing X3.

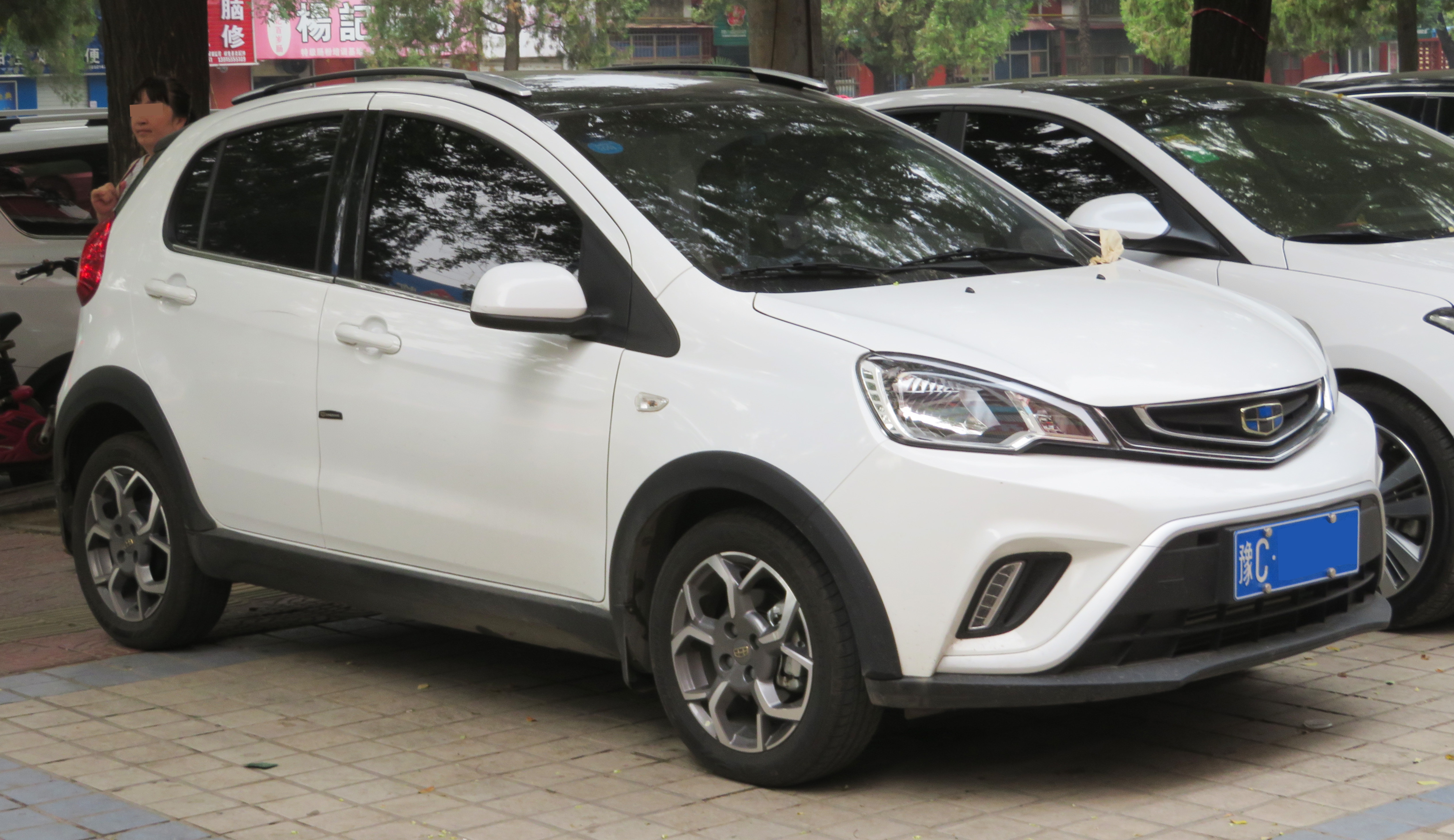
Geometry EX3

## Geometry в России
Продажи автомобилей Geometry в России начались в 2022 году. Первым автомобилем бренда стал Geometry A. Geometry C в Россию официально не поставляется. Планируются поставки автомобилей Geometry E.